# Темерева, Елена Николаевна
Еле́на Никола́евна Те́мерева (род. 26 марта 1976, Завойко, Камчатская область, СССР) — российский зоолог, специалист в области сравнительной анатомии и таксономии беспозвоночных животных. Лауреат премии им. Шувалова (2013) и премии им. А. О. Ковалевского (2018). Доктор биологических наук, ведущий научный сотрудник биологического факультета МГУ им. М. В. Ломоносова, избрана профессором Российской академии наук (2016). Популяризатор научных знаний в СМИ, организатор международных форумов по морфологии беспозвоночных.

## Биография
Родилась в 1976 году. После окончания в 1993 г. средней школы в пос. Завойко (гор. Петропавловск-Камчатский) поступила в Московский государственный университет (МГУ) на биологический факультет, который окончила в 1998 г. с отличием по специальности «зоология». Тогда же была зачислена в аспирантуру Института биологии моря ДВО РАН ДВО РАН (Владивосток), в 2001 году защитила кандидатскую диссертацию.
В 2003 году принята на кафедру зоологии беспозвоночных биологического факультета МГУ, где работает и в настоящее время (с 2004 г. — старший, с 2008 г. — ведущий научный сотрудник). В 2008 году стала доктором биологических наук, тема диссертации «Форониды (Phoronida): строение, развитие, мировая фауна, филогения».
В 2016 году, в числе 493 видных российских учёных, была избрана профессором РАН.

## Научная деятельность и достижения
Е. Н. Темерева — автор около 200 научных работ, из которых 6 монографий, 1 учебное пособие и 125 статей в научных изданиях. Ряд статей опубликован в журналах высшего уровня, таких как Journal of Zoology, Scientific Reports и Шаблон:Нп5=Frontiers in Zoology. Индекс Хирша — 13 (данные РИНЦ на 2020 год). Выступала с приглашёнными, в том числе пленарными, докладами на крупных международных конференциях: так, на международном конгрессе 2013 г. «Invertebrate Reproduction and Development» в Детройте (США) сделала 5 докладов, 2 из которых были пленарными.
Основные её труды посвящены вопросам филогенеза щупальцевых животных: форонид, брахиопод и мшанок — составляющих одну из самых загадочных групп животного царства (Lophophorata). Единственный в России специалист в области строения, таксономии и биологии форонид — массовой группы морских беспозвоночных, многие виды которых являются видами-эдификаторами и определяют состав морских донных сообществ.

## Преподавание и просветительская работа
Ведёт педагогическую работу в МГУ с 1999 года. Разработала и преподаёт новые учебные курсы «3D моделирование для зоологов», «Щупальцевые: форониды и мшанки», «Современные проблемы зоологии беспозвоночных». Основатель молодёжного научного коллектива по изучению щупальцевых животных, щетинкочелюстных, голотурий и эхиурид.
Е. Н. Темерева — активный пропагандист и популяризатор научных знаний. Публикует научно-популярные статьи в различных российских СМИ, в том числе об эволюции щупальцевых обитателей моря , об общих предках мшанок, плеченогих и фороднид, о жизни морских червей и их «внутреннем мире». Выступала в передаче «Радио Маяк» с рассказом о морских беспозвоночных.

## Научно-организационная деятельность
Е. Н. Темерева — ответственный секретарь редколлегии научного журнала «Invertebrate Zoology» (с 2004 г.), являлась ответственным редактором выпусков этого журнала, посвященных 4-му Международному конгрессу по морфологии беспозвоночных (2017 г.). С 2011 г. входит также в состав редколлегии журнала «Zoomorphology», а с 2019 г. — в редколлегию «Journal of Morphology», одного из старейших зоологических журналов.
Является членом Международного общества «Морфология беспозвоночных» (англ. International Society for Invertebrate Morphology, с 2011 г.; в 2014 г. была приглашена в качестве пленарного докладчика на очередной конгресс этого общества).
Участвовала в организации научных мероприятий, в том числе как председатель оргкомитетов Международного молодежного форума «Ломоносов» (секция «Биология», 2011—2016 гг., ежегодное число участников секции более 700) и конгресса по морфологии беспозвоночных (4th International Congress on Invertebrate Morphology; число участников 350 из 29 стран).

## Признание и награды
- Премия Института биологии моря за лучший отчёт, вошедший затем в годовой отчёт РАН за 2002 год (см. Темерева Е. Н., 2003. Форониды. Отчёт о деятельности РАН в 2002 г. Важнейшие итоги. Москва. С. 57.) (2003);
- Премия Фонда им. академика В. Е. Соколова (2003);
- Победитель конкурса РФФИ за лучшую научно-популярную статью (проект № 10-04-11511-с) (2009);
- Премия имени И. И. Шувалова (2013);[10]
- Почётное учёное звание «Профессор РАН» (2016);
- Победитель конкурса на лучшее научное произведение среди профессоров РАН (2017).
- Премия имени А. О. Ковалевского (2018) за цикл работ «Исследования по сравнительной эмбриологии, морфологии и филогении форонид»[11].

Кроме того, Е. Н. Темерева выигрывала различные конкурсы, организуемые внутри МГУ (неоднократный победитель конкурса работ студентов, аспирантов и молодых учёных, учреждённого О. В. Дерипаской, победитель конкурса молодых сотрудников в 2015 г., конкурсного отбора на грантовую поддержку молодых лидеров научных коллективов в 2017 г. и др.).